# Lego Minecraft
Lego Minecraft est une gamme du jouet de construction Lego dérivée du jeu vidéo Minecraft, sortie en 2013. Son premier set est né grâce à Lego Ideas.

## Sets

### Sous Lego Ideas
Le set Ideas (Micro World) est en forme de cube, avec des parties déplaçables. Les figurines sont des microfigurines, seulement composées de blocs minuscules, et la hauteur d'une figurine normale était donc d'environ 5 millimètres. Ce principe est repris pour trois autres Micro World sortis en 2013 et 2014.
| Nom original                        | Nom français                       | no de référence | Date de sortie | Nbr de pièces | Figurines      |
| ----------------------------------- | ---------------------------------- | --------------- | -------------- | ------------- | -------------- |
| Minecraft (Micro World: The forest) | Minecraft (Micro World : La forêt) | 21102           | 2012           | 480           | Steve, Creeper |

### Sous Lego Minecraft
À la suite du succès du premier Micro World, Lego décida d'en créer une gamme à part entière. En 2014, à la différence des ensembles proposant des micro-mondes, les nouveaux sets peuvent se mélanger aux autres jeux Lego.

#### 2013
| Nom original              | Nom français             | no de référence | Date de sortie     | Nbr de pièces | Figurines                  |
| ------------------------- | ------------------------ | --------------- | ------------------ | ------------- | -------------------------- |
| Micro World - The Village | Micro World - Le Village | 21105           | 1er septembre 2013 | 466           | Villageois, Cochon, Zombie |
| Micro World - The Nether  | Micro World - Le Nether  | 21106           | 1er septembre 2013 | 469           | Cochon zombie, 2 Ghasts    |

#### 2014
| Nom original          | Nom français             | no de référence | Date de sortie | Nbr de pièces | Figurines                                   |
| --------------------- | ------------------------ | --------------- | -------------- | ------------- | ------------------------------------------- |
| Micro World - The end | Micro World - La fin     | 21107           | juin 2014      | 480           | 4 Endermans, Dragon de l'Ender              |
| Minecraft collection  | Collection Minecraft     | 5004192         | novembre 2014  | 1 855         | Coffret des quatre ensembles Micro World    |
| The Cave              | La grotte                | 21113           | novembre 2014  | 249           | Steve, Zombie, Araignée                     |
| The farm              | La ferme                 | 21114           | novembre 2014  | 262           | Steve, Squelette, Vache, Mouton             |
| The first night       | La première nuit         | 21115           | novembre 2014  | 408           | Steve, Creeper, Cochon                      |
| Crafting box          | La boîte de construction | 21116           | novembre 2014  | 518           | Steve, Squelette, Champimeuh                |
| The Ender dragon      | Le dragon de l'Ender     | 21117           | novembre 2014  | 634           | Steve, 3 Endermans, Dragon de l'Ender       |
| The mine              | La mine                  | 21118           | novembre 2014  | 922           | Steve, Creeper, Zombie, Squelette, Araignée |

#### 2015
| Nom original        | Nom français                 | no de référence | Date de sortie | Nbr de pièces | Figurines                                |
| ------------------- | ---------------------------- | --------------- | -------------- | ------------- | ---------------------------------------- |
| The dungeon         | Le donjon                    | 21119           | août 2015      | 219           | Steve, Zombie                            |
| The snow hideout    | La cachette dans la neige    | 21120           | août 2015      | 327           | Steve, Creeper, Golem de neige           |
| The desert outpout  | L'avant-poste dans le désert | 21121           | août 2015      | 519           | Steve, Alex, Loup, 2 Squelettes          |
| The Nether fortress | La forteresse du Nether      | 21122           | août 2015      | 571           | Steve, Alex, Ghast, Blaze, Cochon zombie |

#### 2016
| Nom original          | Nom français                         | no de référence | Date de sortie     | Nbr de pièces | Figurines                                                                                                 |
| --------------------- | ------------------------------------ | --------------- | ------------------ | ------------- | --- |
| Iron golem            | Le Golem de fer                      | 21123           | mars 2016          | 208           | Alex, Zombie, Bébé cochon, Golem de fer                                                                   |
| The end portals       | Le portail de l'Air                  | 21124           | mars 2016          | 559           | Steve, 2 Endermans, Araignée                                                                              |
| The jungle tree house | La cabane dans l'arbre de la jungle  | 21125           | mars 2016          | 706           | Steve, Alex, Creeper, Squelette, Ocelot, Mouton                                                           |
| The Wither            | Le Wither                            | 21126           | mars 2016          | 318           | Steve, 2 Squelettes du Wither, Wither                                                                     |
| The village           | Le village                           | 21128           | juin 2016          | 1 600         | Alex, Steve, Golem de fer, Bébé cochon, Cochon, 2 Villageois, Creeper, Enderman, Zombie Villageois zombie |
| The fortress          | La forteresse                        | 21127           | 1er septembre 2016 | 984           | Steve, Cheval, Mouton, 3 Squelettes                                                                       |
| Minecraft skin pack 1 | Assortiment d'habillages Minecraft 1 | 853609          | 1er septembre 2016 | 25            | 4 figurines et accessoires                                                                                |
| Minecraft skin pack 2 | Assortiment d'habillages Minecraft 2 | 853610          | 1er septembre 2016 | 28            | 4 figurines et accessoires                                                                                |

#### 2017
Le set numéro 21137 « La mine »,
est, à sa sortie, le plus important, tant en nombre de pièces (plus de 2 850), en taille (30 cm de haut, 50 de large et 27 de profondeur) ou en prix (250 dollars), de la gamme Minecraft. Il propose, dans un souci du détail remarqué par Le Journal du geek, un système d'éclairage de la lave à la diode électroluminescente.
| Nom original         | Nom français                 | no de référence | Date de sortie   | Nbr de pièces | Figurines |
| -------------------- | ---------------------------- | --------------- | ---------------- | ------------- | --- |
| The mushroom island  | Le biome champignon          | 21129           | mars 2017        | 247           | Alex, Champimeuh, Bébé Champimeuh, Creeper                                                                                           |
| The Nether railway   | Les rails du Nether          | 21130           | mars 2017        | 387           | Steve, Cochon zombie, Grand cube de magma, Petit cube de magma                                                                       |
| The ice spikes       | Les pics de glace            | 21131           | mars 2017        | 454           | Steve, Golem de neige, Bébé vache, Araignée                                                                                          |
| The jungle temple    | Le temple de la jungle       | 21132           | mars 2017        | 598           | Steve, Ocelot, 2 Squelettes |
| The witch hut        | La cabane de la sorcière     | 21133           | mars 2017        | 502           | Alex, Cochon, Sorcière, Petits slimes                                                                                                |
| The waterfall base   | La base sous la cascade      | 21134           | mars 2017        | 729           | Steve, Alex, Chat, Mouton teint, Enderman, Zombie                                                                                    |
| The mountain cave    | La mine                      | 21137           | 1er juillet 2017 | 2 863         | Steve, Alex, Araignée, Bébé Loup, 2 Chauve-souris, Creeper chargé, Enderman, Loup, Mouton, 2 Petits Slimes, Squelette, Slime, Zombie |
| The crafting box 2.0 | La boîte de construction 2.0 | 21135           | août 2017        | 1 122         | Steve, Cheval, Creeper, Slime, Vache                                                                                                 |
| The ocean monument   | Le monument sous-marin       | 21136           | août 2017        | 1 122         | Steve, Alex, Calamar, Gardien, Gardien ancien                                                                                        |